# Indonézia az 1992. évi nyári olimpiai játékokon
Indonézia a spanyolországi Barcelonában megrendezett 1992. évi nyári olimpiai játékok egyik részt vevő nemzete volt. Az országot az olimpián 10 sportágban 42 sportoló képviselte, akik összesen 5 érmet szereztek.

## Érmesek
| Érem  | Versenyző                 | Sportág     | Versenyszám |
| ----- | ------------------------- | ----------- | ----------- |
| Arany | Alan Budikusuma           | Tollaslabda | Férfi egyes |
| Arany | Susi Susanti              | Tollaslabda | Női egyes   |
| Ezüst | Ardy Wiranata             | Tollaslabda | Férfi egyes |
| Ezüst | Eddy Hartono Rudy Gunawan | Tollaslabda | Férfi páros |
| Bronz | Hermawan Susanto          | Tollaslabda | Férfi egyes |

## Asztalitenisz
Férfi
| Versenyző    | Versenyszám | Csoportkör                                                                                        | Csoportkör | Nyolcaddöntő      | Negyeddöntő       | Elődöntő          | Döntő             | Helyezés |
| Versenyző    | Versenyszám | Ellenfél Eredmény                                                                                 | Hely.      | Ellenfél Eredmény | Ellenfél Eredmény | Ellenfél Eredmény | Ellenfél Eredmény | Helyezés |
| ------------ | ----------- | ------------------------------------------------------------------------------------------------- | ---------- | ----------------- | ----------------- | ----------------- | ----------------- | -------- |
| Anton Suseno | Egyes       | M csoport · Mikael Appelgren (SWE) · 0-2 · Paul Haldan (NED) · 0-2 · José María Pales (ESP) · 2-0 | 3.         | kiesett           | kiesett           | kiesett           | kiesett           | 33.      |

Női
| Versenyző                                    | Versenyszám | Csoportkör | Csoportkör | Nyolcaddöntő      | Negyeddöntő       | Elődöntő          | Döntő             | Helyezés |
| Versenyző                                    | Versenyszám | Ellenfél Eredmény | Hely.      | Ellenfél Eredmény | Ellenfél Eredmény | Ellenfél Eredmény | Ellenfél Eredmény | Helyezés |
| -------------------------------------------- | ----------- | --- | ---------- | ----------------- | ----------------- | ----------------- | ----------------- | -------- |
| Rossy Pratiwi Dipoyanti                      | Egyes       | I csoport · Lisa Lomas (GBR) · 2-1 · María Cabrera (ECU) · 2-0 · Bátorfi Csilla (HUN) · 0-2 | 2.         | kiesett           | kiesett           | kiesett           | kiesett           | 17.      |
| Ling Ling Minangmojo                         | Egyes       | E csoport · Szató Rika (JPN) · 0-2 · Csen Ce-ho (Chen Zihe) (CHN) · 0-2 · Patience Opokua (GHA) · 2-0 | 3.         | kiesett           | kiesett           | kiesett           | kiesett           | 33.      |
| Ling Ling Minangmojo Rossy Pratiwi Dipoyanti | Páros       | H csoport · Japán (JPN) · Hosino Mika · Jamasita-Kaizu Fumijo · 0-2 · Dél-Korea (KOR) · I Dzsongim (Lee Jeong-Im) · Hong Szunhva (Hong Sun-Hwa) · 0-2 · Kuba (CUB) · Marisel Ramírez · Yolanda Rodríguez · 2-0 | 3.         |                   | kiesett           | kiesett           | kiesett           | 17.      |

## Cselgáncs
Férfi
| Versenyző               | Versenyszám  | Selejtező                           | 32-es főtábla                  | Nyolcaddöntő      | Negyeddöntő       | Elődöntő          | Vigaszág első kör | Vigaszág nyolcaddöntő | Vigaszág negyeddöntő | Vigaszág elődöntő | Bronz- mérkőzés   | Döntő             | Helyezés |
| Versenyző               | Versenyszám  | Ellenfél Eredmény                   | Ellenfél Eredmény              | Ellenfél Eredmény | Ellenfél Eredmény | Ellenfél Eredmény | Ellenfél Eredmény | Ellenfél Eredmény     | Ellenfél Eredmény    | Ellenfél Eredmény | Ellenfél Eredmény | Ellenfél Eredmény | Helyezés |
| ----------------------- | ------------ | ----------------------------------- | ------------------------------ | ----------------- | ----------------- | ----------------- | ----------------- | --------------------- | -------------------- | ----------------- | ----------------- | ----------------- | -------- |
| Wahid Yudhi Sulistianto | Könnyűsúly   | erőnyerő                            | Josef Věnsek (TCH) · 0000-1100 | kiesett           | kiesett           | kiesett           |                   |                       |                      |                   |                   |                   | 22.      |
| Hengky Pie              | Félnehézsúly | Stéphane Traineau (FRA) · 0000-1000 | kiesett                        | kiesett           | kiesett           | kiesett           |                   |                       |                      |                   |                   |                   | 32.      |

Női
| Versenyző               | Versenyszám  | Selejtező                      | Nyolcaddöntő                           | Negyeddöntő       | Elődöntő          | Vigaszág nyolcaddöntő               | Vigaszág negyeddöntő | Vigaszág elődöntő | Bronz- mérkőzés   | Döntő             | Helyezés |
| Versenyző               | Versenyszám  | Ellenfél Eredmény              | Ellenfél Eredmény                      | Ellenfél Eredmény | Ellenfél Eredmény | Ellenfél Eredmény                   | Ellenfél Eredmény    | Ellenfél Eredmény | Ellenfél Eredmény | Ellenfél Eredmény | Helyezés |
| ----------------------- | ------------ | ------------------------------ | -------------------------------------- | ----------------- | ----------------- | ----------------------------------- | -------------------- | ----------------- | ----------------- | ----------------- | -------- |
| Helena Miagian Papilaya | Középsúly    | erőnyerő                       | Emanuela Pierantozzi (ITA) · 0000-1000 |                   |                   | Marie Chantal Han (NED) · 0000-0001 | kiesett              | kiesett           | kiesett           |                   | 13.      |
| Pujawati Utama          | Félnehézsúly | Kim Midzsong (KOR) · 0000-1000 |                                        |                   |                   | Alison Webb (CAN) · 0000-1000       | kiesett              | kiesett           | kiesett           |                   | 13.      |

## Íjászat
Férfi
| Versenyző        | Versenyszám | Selejtező | Selejtező | Selejtező | Selejtező | Selejtező | Selejtező | Selejtező | Selejtező | Selejtező | Selejtező | Kieséses szakasz                                | Kieséses szakasz                               | Kieséses szakasz                    | Kieséses szakasz  | Kieséses szakasz  | Helyezés |
| Versenyző        | Versenyszám | 30 m      | 30 m      | 50 m      | 50 m      | 70 m      | 70 m      | 90 m      | 90 m      | Pont      | Hely.     | 32-es főtábla                                   | Nyolcaddöntő                                   | Negyeddöntő                         | Elődöntő          | Döntő             | Helyezés |
| Versenyző        | Versenyszám | Pont      | Hely.     | Pont      | Hely.     | Pont      | Hely.     | Pont      | Hely.     | Pont      | Hely.     | Ellenfél Eredmény                               | Ellenfél Eredmény                              | Ellenfél Eredmény                   | Ellenfél Eredmény | Ellenfél Eredmény | Helyezés |
| ---------------- | ----------- | --------- | --------- | --------- | --------- | --------- | --------- | --------- | --------- | --------- | --------- | ----------------------------------------------- | ---------------------------------------------- | ----------------------------------- | ----------------- | ----------------- | -------- |
| Hendra Setijawan | Egyéni      | 347       | 22.       | 326       | 9.        | 329       | 10.       | 307       | 8.        | 1309      | 8.        | Fu Seng-csün (Fu Shengjun) (CHN) (25.) · 106-96 | Sztanyiszlav Zabrodszkij (EUN) (24.) · 104-102 | Jeong Jae-Heon (KOR) (1.) · 104-106 | kiesett           | kiesett           | 6.       |

Női
| Versenyző                                                      | Versenyszám | Selejtező | Selejtező | Selejtező | Selejtező | Selejtező | Selejtező | Selejtező | Selejtező | Selejtező | Selejtező | Kieséses szakasz                    | Kieséses szakasz                                                                           | Kieséses szakasz  | Kieséses szakasz  | Kieséses szakasz  | Helyezés |
| Versenyző                                                      | Versenyszám | 30 m      | 30 m      | 50 m      | 50 m      | 60 m      | 60 m      | 70 m      | 70 m      | Pont      | Hely.     | 32-es főtábla                       | Nyolcaddöntő                                                                               | Negyeddöntő       | Elődöntő          | Döntő             | Helyezés |
| Versenyző                                                      | Versenyszám | Pont      | Hely.     | Pont      | Hely.     | Pont      | Hely.     | Pont      | Hely.     | Pont      | Hely.     | Ellenfél Eredmény                   | Ellenfél Eredmény                                                                          | Ellenfél Eredmény | Ellenfél Eredmény | Ellenfél Eredmény | Helyezés |
| -------------------------------------------------------------- | ----------- | --------- | --------- | --------- | --------- | --------- | --------- | --------- | --------- | --------- | --------- | ----------------------------------- | ------------------------------------------------------------------------------------------ | ----------------- | ----------------- | ----------------- | -------- |
| Rusena Gelanteh                                                | Egyéni      | 344       | 20.       | 296       | 47.       | 318       | 37.       | 299       | 32.       | 1257      | 40.       | kiesett                             | kiesett                                                                                    | kiesett           | kiesett           | kiesett           | 40.      |
| Purnama Pandiangan                                             | Egyéni      | 341       | 30.       | 308       | 32.       | 327       | 21.       | 294       | 39.       | 1270      | 30.       | Lee Eun-Gyeong (KOR) (3.) · 100-106 | kiesett                                                                                    | kiesett           | kiesett           | kiesett           | 24.      |
| Nurfitriyana Saiman-Lantang                                    | Egyéni      | 336       | 43.       | 312       | 25.       | 316       | 41.       | 306       | 22.       | 1270      | 33.       | kiesett                             | kiesett                                                                                    | kiesett           | kiesett           | kiesett           | 33.      |
| Rusena Gelanteh Purnama Pandiangan Nurfitriyana Saiman-Lantang | Csapat      | 1021      | 7.        | 916       | 13.       | 961       | 10.       | 899       | 10.       | 3797      | 12.       |                                     | Franciaország (FRA) · Séverine Bonal · Nathalie Hibon · Christine Gabillard (5.) · 235-236 | kiesett           | kiesett           | kiesett           | 9.       |

## Kajak-kenu

### Síkvízi
Férfi
| Versenyző               | Versenyszám         | Előfutam | Előfutam | Előfutam | Vigaszág | Vigaszág | Vigaszág | Elődöntő | Elődöntő | Elődöntő | Döntő   | Döntő    |
| Versenyző               | Versenyszám         | Idő      | Hely.    | Össz.    | Idő      | Hely.    | Össz.    | Idő      | Hely.    | Össz.    | Idő     | Helyezés |
| ----------------------- | ------------------- | -------- | -------- | -------- | -------- | -------- | -------- | -------- | -------- | -------- | ------- | -------- |
| Anisi                   | Kajak egyes 500 m   | 1:51,96  | 7.       | 27.      | 1:51,69  | 7.       | 19.      | kiesett  | kiesett  | kiesett  | kiesett | kiesett  |
| Anisi                   | Kajak egyes 1000 m  | 4:06,90  | 6.       | 25.      | 3:54,36  | 7.       | 16.      | kiesett  | kiesett  | kiesett  | kiesett | kiesett  |
| Abdul Razak Abdul Karim | Kajak kettes 500 m  | 1:43,81  | 6.       | 26.      | 1:41,23  | 6.       | 19.      | kiesett  | kiesett  | kiesett  | kiesett | kiesett  |
| Abdul Razak Abdul Karim | Kajak kettes 1000 m | 3:29,88  | 7.       | 20.      | 3:26,64  | 6.       | 14.      | kiesett  | kiesett  | kiesett  | kiesett | kiesett  |

## Kerékpározás

### Pálya-kerékpározás
Sprintversenyek
| Versenyző              | Versenyszám  | Selejtező | Selejtező | 1. forduló                                                | 1. forduló | Vigaszág selejtező         | Vigaszág selejtező | Vigaszág döntő       | Vigaszág döntő | 2. forduló             | 2. forduló | Vigaszág             | Vigaszág | Negyeddöntő          | 5–8. helyért           | 5–8. helyért | Elődöntő             | Döntő                | Helyezés    |
| Versenyző              | Versenyszám  | Idő       | Hely.     | Ellenfelek Győztes idő                                    | Hely.      | Ellenfél Győztes idő       | Hely.              | Ellenfél Győztes idő | Hely.          | Ellenfelek Győztes idő | Hely.      | Ellenfél Győztes idő | Hely.    | Ellenfél Győztes idő | Ellenfelek Győztes idő | Hely.        | Ellenfél Győztes idő | Ellenfél Győztes idő | Helyezés    |
| ---------------------- | ------------ | --------- | --------- | --------------------------------------------------------- | ---------- | -------------------------- | ------------------ | -------------------- | -------------- | ---------------------- | ---------- | -------------------- | -------- | -------------------- | ---------------------- | ------------ | -------------------- | -------------------- | ----------- |
| Tulus Widodo Kalimanto | Férfi egyéni | 11,697    | 21.       | Kenneth Carpenter (USA) · Kodzsima Keidzsi (JPN) · 10,981 | 3.         | Rolf Furrer (SUI) · 11,700 | 2.                 | kiesett              | kiesett        | kiesett                | kiesett    | kiesett              | kiesett  | kiesett              | kiesett                | kiesett      | kiesett              | kiesett              | helyezetlen |

Időfutam
| Versenyző            | Versenyszám           | Idő      | Helyezés |
| -------------------- | --------------------- | -------- | -------- |
| Herry Janto Setiawan | Férfi egyéni időfutam | 1:10,342 | 27.      |

## Ökölvívás
| Versenyző            | Versenyszám   | Selejtező                | Nyolcaddöntő                 | Negyeddöntő            | Elődöntő          | Döntő             | Helyezés |
| Versenyző            | Versenyszám   | Ellenfél Eredmény        | Ellenfél Eredmény            | Ellenfél Eredmény      | Ellenfél Eredmény | Ellenfél Eredmény | Helyezés |
| -------------------- | ------------- | ------------------------ | ---------------------------- | ---------------------- | ----------------- | ----------------- | -------- |
| Hendrik Simangunsong | Nagyváltósúly | Ray Downey (CAN) · 12-5  | Mizsei György (HUN) · 5-17   | kiesett                | kiesett           | kiesett           | 9.       |
| Alberth Papilaya     | Középsúly     | Robert Buda (POL) · 11-5 | Makoye Isangula (TAN) · 13-6 | I Szungbe (KOR) · 3-15 | kiesett           | kiesett           | 5.       |

## Súlyemelés
| Versenyző        | Versenyszám | Szakítás | Szakítás | Lökés                    | Lökés                    | Összesen | Helyezés |
| Versenyző        | Versenyszám | Eredmény | Helyezés | Eredmény                 | Helyezés                 | Összesen | Helyezés |
| ---------------- | ----------- | -------- | -------- | ------------------------ | ------------------------ | -------- | -------- |
| Enosh Depthios   | 52 kg       | 97,5     | 13.      | érvényes kísérlet nélkül | érvényes kísérlet nélkül | kiesett  | kiesett  |
| Sodikin          | 56 kg       | 110,0    | 11.      | 140,0                    | 7.*                      | 250,0    | 10.      |
| Sugiono Katijo   | 60 kg       | 117,5    | 15.*     | 150,0                    | 13.                      | 267,5    | 14.      |
| I Nyoman Sudarma | 75 kg       | 140,0    | 20.      | 175,0                    | 20.                      | 315,0    | 23.      |

* - egy másik versenyzővel azonos eredményt ért el

## Tenisz
Férfi
| Versenyző                     | Versenyszám | 64-es főtábla                         | 32-es főtábla                                                               | Nyolcaddöntő                                                        | Negyeddöntő       | Elődöntő          | Döntő             | Helyezés |
| Versenyző                     | Versenyszám | Ellenfél Eredmény                     | Ellenfél Eredmény                                                           | Ellenfél Eredmény                                                   | Ellenfél Eredmény | Ellenfél Eredmény | Ellenfél Eredmény | Helyezés |
| ----------------------------- | ----------- | ------------------------------------- | --------------------------------------------------------------------------- | ------------------------------------------------------------------- | ----------------- | ----------------- | ----------------- | -------- |
| Benny Wijaya                  | Egyes       | Andrew Sznajder (CAN) · 2-6, 4-6, 5-7 | kiesett                                                                     | kiesett                                                             | kiesett           | kiesett           | kiesett           | 33.      |
| Hary Suharyadi Bonit Wiryawan | Páros       |                                       | Dél-Korea (KOR) · Jang Ui-Jong · Kim Chi-Wan · 6-1, 6-7(6–8), 4-6, 6-3, 6-2 | Horvátország (CRO) · Goran Ivanišević · Goran Prpić · 5-7, 2-6, 2-6 | kiesett           | kiesett           | kiesett           | 9.       |

Női
| Versenyző                   | Versenyszám | 64-es főtábla                 | 32-es főtábla                                           | Nyolcaddöntő                       | Negyeddöntő       | Elődöntő          | Döntő             | Helyezés |
| Versenyző                   | Versenyszám | Ellenfél Eredmény             | Ellenfél Eredmény                                       | Ellenfél Eredmény                  | Ellenfél Eredmény | Ellenfél Eredmény | Ellenfél Eredmény | Helyezés |
| --------------------------- | ----------- | ----------------------------- | ------------------------------------------------------- | ---------------------------------- | ----------------- | ----------------- | ----------------- | -------- |
| Yayuk Basuki                | Egyes       | Mercedes Paz (ARG) · 6-1, 6-4 | Mary Pierce (FRA) · 0-6, 6-3, 10-8                      | Jennifer Capriati (USA) · 3-6, 4-6 | kiesett           | kiesett           | kiesett           | 9.       |
| Yayuk Basuki Suzanna Wibowo | Páros       |                               | Németország (GER) · Anke Huber · Steffi Graf · 2-6, 3-6 | kiesett                            | kiesett           | kiesett           | kiesett           | 17.      |

## Tollaslabda
| Versenyző                            | Versenyszám | Selejtező                        | 32-es főtábla                                                              | Nyolcaddöntő                                                           | Negyeddöntő                                                 | Elődöntő                                                                     | Döntő                                                    | Helyezés |
| Versenyző                            | Versenyszám | Ellenfél Eredmény                | Ellenfél Eredmény                                                          | Ellenfél Eredmény                                                      | Ellenfél Eredmény                                           | Ellenfél Eredmény                                                            | Ellenfél Eredmény                                        | Helyezés |
| ------------------------------------ | ----------- | -------------------------------- | -------------------------------------------------------------------------- | ---------------------------------------------------------------------- | ----------------------------------------------------------- | ---------------------------------------------------------------------------- | -------------------------------------------------------- | -------- |
| Alan Budikusuma                      | Férfi egyes | Leng Kang Koh (SIN) · 15-2, 15-2 | Kookasemkit Sompol (THA) · 15-11, 15-2                                     | Andrej Antropov (EUN) · 15-4, 15-7                                     | Kim Hakkjun (KOR) · 15-9, 15-4                              | Thomas Stuer-Lauridsen (DEN) · 18-14, 15-8                                   | Ardy Wiranata (INA) · 15-12, 18-13                       |          |
| Hermawan Susanto                     | Férfi egyes | erőnyerő                         | Robert Liljequist (FIN) · 15-11, 15-3                                      | Chiangta Teeranun (THA) · 15-7, 15-8                                   | Csao Csien-hua (Zhao Jianhua) (CHN) · 15-2, 14-17, 17-14    | Ardy Wiranata (INA) · 15-10, 9-15, 9-15                                      | kiesett                                                  |          |
| Ardy Wiranata                        | Férfi egyes | erőnyerő                         | Jens Olsson (SWE) · 15-11, 15-6                                            | Foo Kok Keong (MAS) · 15-4, 15-6                                       | Poul-Erik Høyer Larsen (DEN) · 15-10, 15-12                 | Hermawan Susanto (INA) · 10-15, 15-9, 15-9                                   | Alan Budikusuma (INA) · 12-15, 13-18                     |          |
| Susi Susanti                         | Női egyes   | erőnyerő                         | Kóhara Harumi (JPN) · 11-2, 11-2                                           | Vóng Cön-fan (Wong Chun Fan) (HKG) · 11-4, 11-2                        | Jaroensiri Somhasurthai (THA) · 11-6, 11-1                  | Huang Hua (CHN) · 11-4, 11-1                                                 | Pang Szuhjon (KOR) · 5-11, 11-5, 11-3                    |          |
| Sarwendah Kusumawardhani             | Női egyes   | erőnyerő                         | Erica van den Heuvel (NED) · 11-8, 11-2                                    | Pornsawan Plungwech (THA) · 11-4, 11-2                                 | Pang Szuhjon (KOR) · 2-11, 11-3, 11-12                      | kiesett                                                                      | kiesett                                                  | 5.       |
| Eddy Hartono Rudy Gunawan            | Férfi páros |                                  | erőnyerő                                                                   | Egyesült Államok (USA) · Christopher Jogis · Benjamin Lee · 15-3, 15-6 | Dél-Korea (KOR) · Lee Sang-Bok · Son Jin-Hwan · 15-4, 18-15 | Kína (CHN) · Li Jung-po (Li Yongbo) · Tien Ping-ji (Tian Bingyi) · 15-9 15-8 | Dél-Korea (KOR) · Pak Csubong · Kim Munszu · 11-15, 7-15 |          |
| Rexy Mainaky Ricky Subagja           | Férfi páros |                                  | Svédország (SWE) · Peter Axelsson · Pär-Gunnar Jönsson · 15-5, 15-11       | Nagy-Britannia (GBR) · Nicholas Ponting · David Wright · 15-3, 15-9    | Dél-Korea (KOR) · Pak Csubong · Kim Munszu · 7-15, 4-15     | kiesett                                                                      | kiesett                                                  | 5.       |
| Aadjijatmiko Finarsih Lili Tampi     | Női páros   |                                  | Lengyelország (POL) · Bożena Haracz · Beata Syta · 15-1, 15-9              | Japán (JPN) · Macuo Tomomi · Szaszage Kjóko · 15-11, 15-8              | Dél-Korea (KOR) · Kil Jonga · Szim Undzsong · 8-15, 3-15    | kiesett                                                                      | kiesett                                                  | 5.       |
| Erma Sulistyaningsih Rosiana Tendean | Női páros   |                                  | Nagy-Britannia (GBR) · Julie Bradbury · Gillian Clark · 10-15, 15-4, 15-17 | kiesett                                                                | kiesett                                                     | kiesett                                                                      | kiesett                                                  | 17.      |

## Vívás
Férfi
| Versenyző     | Versenyszám       | Csoportkör | Csoportkör | Selejtező                            | 32-es főtábla     | Egyenes ág a negyeddöntőért | Egyenes ág a negyeddöntőért | Vigaszág a negyeddöntőért | Vigaszág a negyeddöntőért | Vigaszág a negyeddöntőért | Vigaszág a negyeddöntőért | Negyeddöntő       | Elődöntő          | Döntő             | Helyezés |
| Versenyző     | Versenyszám       | Csoportkör | Csoportkör | Selejtező                            | 32-es főtábla     | 1. kör                      | 2. kör                      | 1. kör                    | 2. kör                    | 3. kör                    | 4. kör                    | Negyeddöntő       | Elődöntő          | Döntő             | Helyezés |
| Versenyző     | Versenyszám       | Ellenfél Eredmény | Hely.      | Ellenfél Eredmény                    | Ellenfél Eredmény | Ellenfél Eredmény           | Ellenfél Eredmény           | Ellenfél Eredmény         | Ellenfél Eredmény         | Ellenfél Eredmény         | Ellenfél Eredmény         | Ellenfél Eredmény | Ellenfél Eredmény | Ellenfél Eredmény | Helyezés |
| ------------- | ----------------- | --- | ---------- | ------------------------------------ | ----------------- | --------------------------- | --------------------------- | ------------------------- | ------------------------- | ------------------------- | ------------------------- | ----------------- | ----------------- | ----------------- | -------- |
| Handry Lenzun | Párbajtőr, egyéni | 1. csoport · Angelo Mazzoni (ITA) · 0-5 · Laurie Shong (CAN) · 1-5 · Aleš Depta (TCH) · 4-5 · Juan Miguel Paz (COL) · 5-1 · Francisco Papaiano (BRA) · 5-4 · Daniel Lang (SUI) · 2-5         | 5.         | Kaido Kaaberma (EST) · 1-5, 5-1, 3-5 | kiesett           | kiesett                     | kiesett                     | kiesett                   | kiesett                   | kiesett                   | kiesett                   | kiesett           | kiesett           | kiesett           | 52.      |
| Lucas Zakaria | Párbajtőr, egyéni | 2. csoport · Éric Srecki (FRA) · 2-5 · Szerhij Kravcsuk (EUN) · 4-5 · Roberto Lazzarini (BRA) · 4-5 · Jiří Douba (TCH) · 0-5 · Stephen Paul (GBR) · 3-5 · Christopher O'Loughlin (USA) · 5-2 | 7.         | kiesett                              | kiesett           | kiesett                     | kiesett                     | kiesett                   | kiesett                   | kiesett                   | kiesett                   | kiesett           | kiesett           | kiesett           | 59.      |